# جامع المنارة (كويه)
جامع المنارة ويقع في قضاء كويه في أربيل ويعتبر من مساجد العراق الأثرية القديمة، ولقد شيد عام 1054هـ/1644م، ولم يعرف من قام ببنائهِ وقد أشتهر بجامع (بنار) لوقوعهِ في منطقة بأعالي قضاء كويه، في محلة القلعة، ويحكى إن المسجد كان يقع في نهاية المدينة حيث لم يكن العمران والبناء قد وصل إلى منطقتهِ (بعد التوسع السكاني لمحافظة أربيل)، وكان من شغل منصب الإمامة فيه من الأئمة المعروفين بأحفاد (داية خجي)، ولقد سمي بجامع المنارة لأنه الجامع الوحيد في المدينة الذي كانت لهُ مئذنة في ذلك الحين. وتبلغ مساحته الكلية 250م2، وتم تعمير المبنى عام 1183هـ، من قبل أحد المحسنين، ويتكون الجامع من حرم وقبالة الحرم طارمة بنفس عرضه، وبطول أربعة أمتار، وبجوار الحرم قاعة وغرفة تدريس لطلاب العلم، وفي ساحتهِ بركة مياه تجاورها محلات للوضوء، وتقام فيهِ حاليا صلاة الجمعة والصلاة المكتوبة.
ومن الأئمة الذين شغلوا منصب الإمامة والتدريس فيه:
- الملا أبو بكر.
- الملا حسين.
- الملا علي بادوه (الذي تخرج على يد الشيخ المعروف ملا أفندي جليزاده) وكان يعمل وكيلا للقاضي.